# Sint-Pietersveld

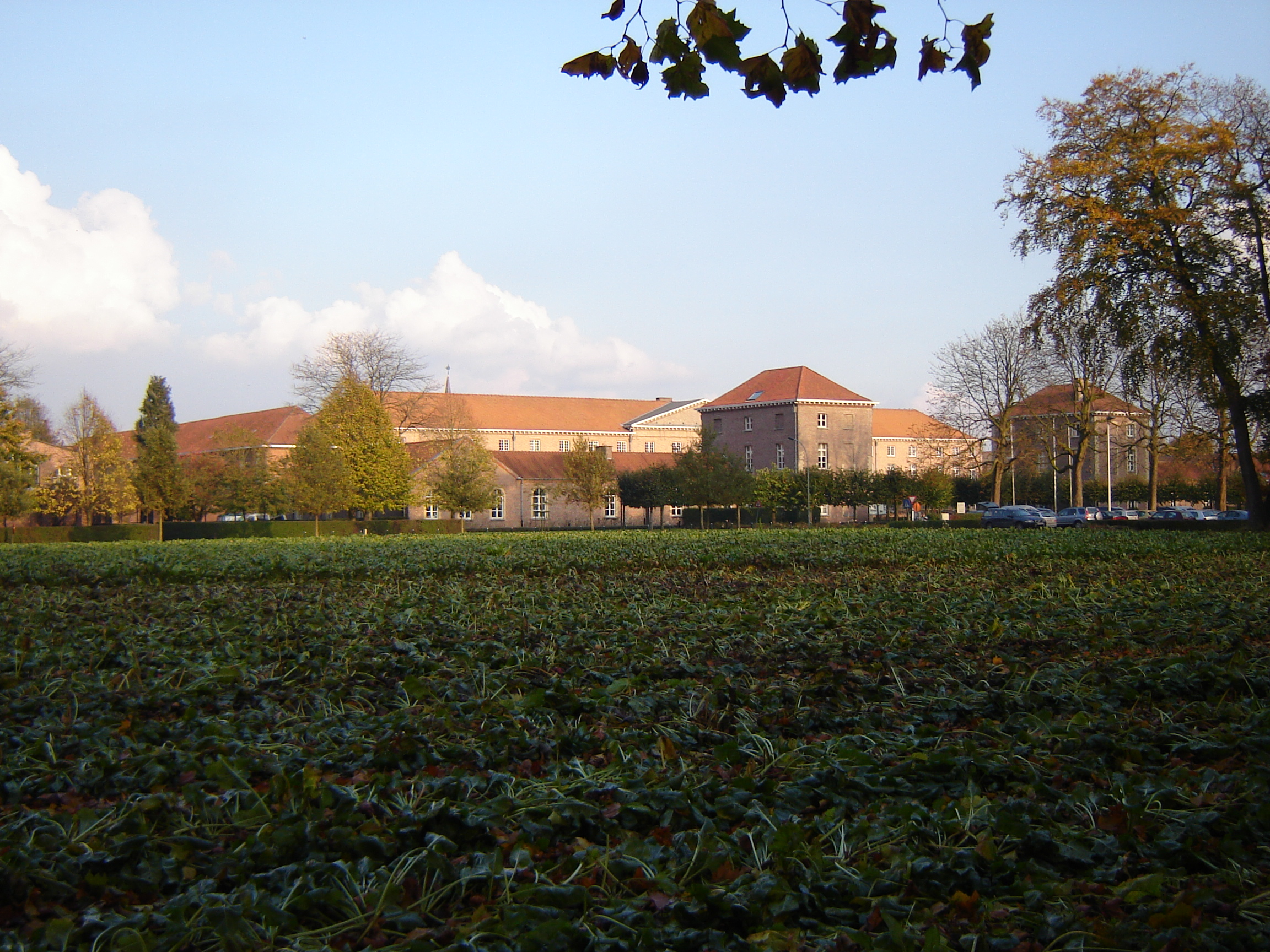
Zicht op gebouwen van Gemeenschapinstelling voor Bijzonder Jeugdzorg De Zande

Het Sint-Pietersveld is een deel van het oude Bulskampveld. Dit veld, gelegen op het grondgebied van de Belgische gemeenten Ruiselede en Wingene op de grens met Beernem en Maria-Aalter, was vroeger heidegebied en behoorde eeuwenlang aan de Sint-Pietersabdij van Gent.

## Geschiedenis
In 1242, in het verslag van de rondreis van bisschop Walter van Marvis, wordt het gebied vermeld als wastinam Sancti Petri. Op dit heidegebied werden o.a. plaggenzoden gewonnen. Duidelijke aanwijzingen of er ook turf gestoken werd, zijn er niet. 

### Hervormingsschool
Na de eerste ontginning vanaf 1770 werd op deze uithoek van de huidige gemeente Ruiselede in 1836 een suikerfabriek gestart. Door wanbeheer stopte die reeds in 1839 en werden de gebouwen en domein verkocht aan de staat. In 1849 werd er in deze gebouwen gestart met een École de Réforme, een hervormingsschool voor wezen, bedelaars, landlopers en straatkinderen (nu Gemeenschapsinstelling voor Bijzondere Jeugdbijstand De Zande). Naast deze instelling voor jonge delinquenten is ook nog een Penitentiair Landbouwcentrum (PLC) met een omvangrijke melkveestapel, waar een beperkt aantal gedetineerden tewerkgesteld zijn.

### Scheepsput
Vanaf 1852 werd er ook een zeevaartopleiding gegeven op de vijver die het domein bevat. Op de "scheepsput" werd een driemaster gebouwd als oefenplaats. In 1913 werd het schip ontmanteld en werd de vijver gebruikt als zwemwater. Deze raakte in verval en werd gesloten voor het publiek. Sinds 2015 is deze put terug open voor het publiek.
De gehele site (gebouwen, woonhuizen, weiden en landerijen) is omwille van haar natuurkundige en historische waarde beschermd bij Koninklijk Besluit.